# En disgrâce

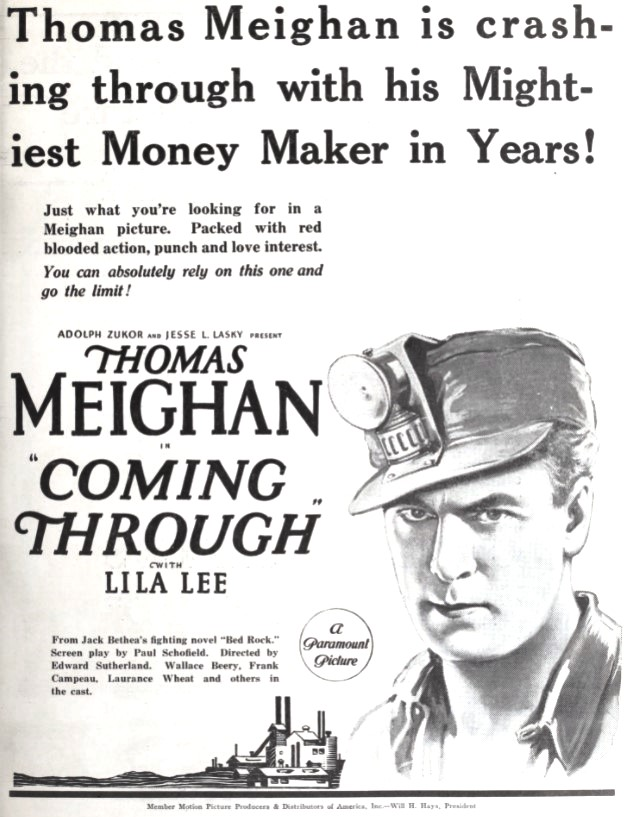
Annonce du film dans The Moving Picture World.

En disgrâce (Coming Through) est un film américain réalisé par A. Edward Sutherland et sorti en 1925.

## Synopsis
Tom Blackford compte sur une promotion qui lui permettra d'épouser Alice, la fille de son employeur John Rand. Lorsque le neveu de Rand, obtient un rendez-vous avec sa belle, Tom épouse quand même Alice, au grand désarroi de son père, et retourne astucieusement contre lui sa remarque imprudente selon laquelle la voie de l'avancement passe par les relations. Rand propose alors à Tom le poste de surintendant d'une des mines de l'entreprise. Rand écrit ensuite à Joe Lawler, qui s'attendait à recevoir cette nomination, que l'entreprise le nommerait surintendant si Blackford démissionnait, laissant entendre qu'il ne se souciait pas des moyens pris pour l'y contraindre. 
Alice part avec son mari même si elle déclare qu'elle ne l'aime pas, et ils organisent une lune de miel platonique. Lawler, travaillant avec Shackleton, le gardien de la mine, y sème le trouble, provoquant finalement une grève générale. Tom abolit la plongée après qu'un ingénieur ivre ait presque tué certains des mineurs. Il renverse les rôles contre Lawler en montrant qu'il a trompé les ouvriers avec des balances tordues. Lors d'un combat en hauteur, Lawler est éjecté de la structure lorsque la barre de fer qu'il balance vers Tom est prise dans la machinerie. 
La grève terminée, Tom rentre chez lui et découvre qu'Alice est prête à admettre son amour pour lui.

## Fiche technique
- Réalisation : A. Edward Sutherland
- Scénario : Paul Schofield
- Production : Adolph Zukor, Jesse Lasky
- Distributeur : Paramount Pictures
- Photographie : Faxon M. Dean
- Pays de production :  États-Unis
- Durée : 70 minutes (7 bobines)[1],[2]
- Date de sortie : 15 février 1925 (USA)

## Distribution

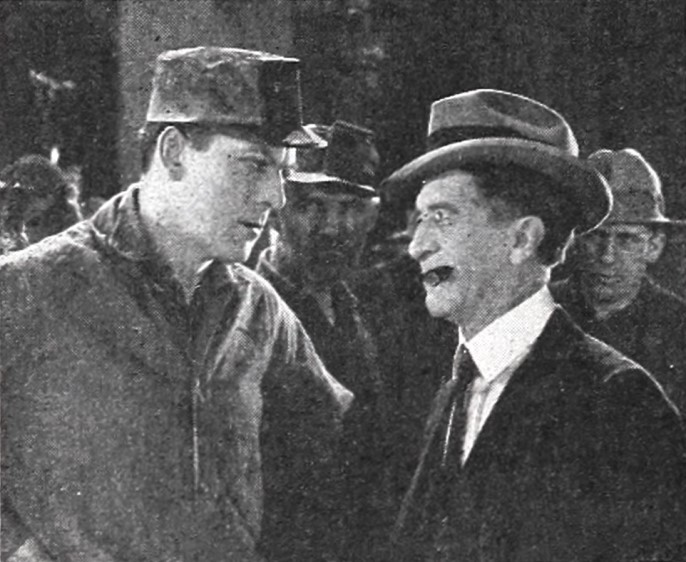
Thomas Meighan dans une scène du film

- Thomas Meighan : Tom Blackford
- Lila Lee : Alice Rand
- John Miltern : John Rand
- Wallace Beery : Joe Lawler
- Larry Wheat : Munds
- Frank Campeau : Shackleton
- Gus Weinberg : Dr. Rawls
- Alice Knowland : Mrs. Rawls